# Juan Romay
Juan Romay, vollständiger Name Juan Manuel Romay, (* 1925 in Mar del Plata; † 17. Dezember 2009) war ein argentinischer Fußballspieler und Trainer.

## Karriere

### Spielerlaufbahn
Romay, genannt "el Mazorquero", ist der Großvater des Fußballspielers Emiliano Romay. Er kam auf der Position des Mittelstürmers zum Einsatz und stand von 1944 bis 1947 im Kader des argentinischen Erstligisten CA Lanús, aus dessen Jugendabteilung er stammte. Am 30. Juli 1944 debütierte er dort beim 1:1-Unentschieden gegen CA Banfield. Am 27. August jenes Jahres schoss er sein erstes Tor für den Klub, als er in der Begegnung mit Independiente traf. In den Jahren 1946 und 1947 erzielte er für Lanús bei 18 bzw. 23 absolvierten Ligapartien 16 bzw. 13 Tore. Insgesamt kam er auf 45 Tore in 80 Ligaeinsätzen. Sodann folgte von 1948 bis 1951 ein Engagement bei CA Independiente. 1948 gewann er mit dem Klub die Argentinische Meisterschaft. Für den Klub traf er 36-mal bei 61 Einsätzen. Anschließend spielte er von 1952 bis 1959 in der Primera División für den Club Atlético Peñarol. In der Saison 1954 wurde er dort mit zwölf erzielten Treffern Torschützenkönig. Ab 1961 war er bei Independiente de Mar del Plata unterklassig aktiv. Dort gewann er in jenem Jahr die Meisterschaft und wurde im Folgejahr Vize-Meister. 1963 beendete er bei diesem Verein seine aktive Karriere.

### Trainertätigkeit
Nach dem Karriereende wirkte er als Trainer. Er betreute Independiente de Mar del Plata und mindestens im Januar 1967 die marplatensische Auswahl. Er verstarb im Alter von 84 Jahren.

## Erfolge
- Argentinischer Meister: 1948
- Uruguayischer Meister: 1953, 1954, 1958, 1959
- Torschützenkönig Primera División (Uruguay): 1954